# Битка код Ке Сана
Битка код Ке Сана је била битка из Вијетнамског рата између два пука морнаричке пешадије Сједињених Држава и Народне Армије Вијетнама код Ке Сана. Ке Сан је био база америчких маринаца у Јужном Вијетнаму, саграђена близу границе са Лаосом и мало јужније од границе са Северним Вијетнамом која је постала сцена велике борбе између Народне Армије Вијетнама и америчких маринаца 1968. Одбрана базе је носила шифровано име Операција Шкотска.
Амерички команданти су провоцирали битку надајући да ће северновијетнамска војска покушати да понови своју чувену победу у бици код Дијен Бијен Фуа. Значајно моћнија америчка ваздушна подршка и повећан капацитет „ваздушног лифта“ су учинили ово немогућим. Након великих губитака, северновијетнамска војска је тврдила је битка била диверзија и напустила је кампању након последица Тет офанзиве.

## Битка
Претходница базе Ке Сан је био аеродром саграђен септембра 1962. изван места Ке Сан, око 12 km од границе са Лаосом. Аеродром није много коришћен све док тим специјалних снага није саградио базу до њега 1965. Ова база је постала сцена битке. Током наредних неколико година, база је коришћена као почетна тачка за бројне нападе на покрете трупа дуж Хо Ши Миновог пута и стално је држала посаду маринаца почевши од 1967. Мања база специјалних снага, позната као Ланг Веи, је касније саграђена дуж пута са лаоском границом и била је у процесу померања километар западније када је битка започела.
У овом подручју је виђена серија борби за брда у априлу и мају 1967. између америчких и северновијетнамских војника на брдима 861, 881 Север и 881 Југ. Оне су покренуте од стране комуниста као припрема за Тет офанзиву, где је очекивано да се значајан број америчких војника извуче на отворено. Ово, заједно са осталим већим сукобима те године, је понекад познато као „Пограничне битке“. Северновијетнамци су истерани из подручја око Ке Сана након што су претрпели велике губитке.
1968. генерал Вилијем Вестмореленд је одлучио да искористи Ке Сан у покушају да увуче војску Северног Вијетнама у директан сукоб. Он је послао велико појачање у базу, планирајући покретање великих операција на Хо Ши Минов пут, надајући се да ће одсећи операције Северновијетнамаца даље на југу. Ово би приморало северновијетмаску восјку да нападне Ке Сан да би поново отворила пут, резултујући битком каквој су се надали Французи деценију раније. Вестморленд је веровао да ће се рат ускоро завршити ако план буде успешан.
Током припрема Американаца, северновијетнамске снаге су развиле одличне одбрамбене позиције у оближњим брдима која су имале пећине и бивше руднике који су били неприступачни за копнене и тактичке ваздушне нападе. У периоду од само једне недеље три потпуне дивизије са укупно 20.000 људи су убачене у ово подручје, добро подржане са оближњег пута. Са ових положаја су покретали минобацачке и ракетне нападе на базу, камуфлирани у великој мери лошим временом.

## Резултати и анализе
Као војна акција, Ке Сан је био тактички неуспех, али је сматран од стране неких као стратешка или барем психолошка победа. САД су тврдиле да је 8.000 Северновијетнамаца погинуло, а значајно већи број да је рањен. Иако је ово вероватно преувеличана процена, могуће је да је већина комунистичких снага које су послате у ово подручје била оцењена као неорганизована и бескорисна. Ово је била посебна необичност када се погледају сличности са Дијен Бијен Фуом.
На стратешком плану, она је одвукла пажњу са припрема северновијетнамске војске на неким другим местима, иако се ово чини да је истина са обе стране. Како се најважнији део битке одигравао крајем 1967. и у јануару 1968, америчка војска се фокусирала на побеђивање у бици. Наводи обавештајне службе да војска Северног Вијетнама планира офанзиву пуног интензитета су били најчешће игнорисани. Одвраћање антикомунистичких снага није био део плана битке код Ке Сана пре изненадне Тет офанзиве. Тет офанзива ће се завршити као војни неуспех, иако је без сумње ослабила подршку за рат. Ипак, посматрајући чињеницу да је само два пука маринаца било везано за Ке Сан у поређењу са неколико дивизија војске Северног Вијетнама, можда је заиста био план да се понови битка код Дијен Бијен Фуа. Генерал Клејтон Абрамс, вођа МАЦВ од половине 1968, је изјавио да би било потребно више времена да се истерају комунисти из Хуеа да су им се придружиле дивизије које су биле ангажоване код Ке Сана.
Значај битке у светлу њеног утицаја на америчко јавно мњење наставља да буде предмет дебата. Скоро четвртина свих телевизијских вести је била посвећена извештавању о бици. ЦБС ће посветити пола свог програма опсади. Интензивно телевизијско извештавање је било једно од заштитних знакова сукоба у Вијетнаму и било је предмет студија као психолошки и социјални феномен. Телевизијски извештаји посебно ове битке су били испуњени сталним подсећањима на Дијен Бијен Фу. Често је изгледало да извештаји очекују пораз Америке у бици засновано на француском искуству без обзира на стварну ситуацију.
На крају, битка је била критични део рата, означавајући потребу обе стране за развијањем нових војних стратегија. Сам Ке Сан је напуштен 23. јуна 1968. Њено напуштање је био резултат промене у стратегији заједно са одласком америчког секретара за одбрану Роберта Макнамаре раније те године. Пре 1968. је постојао план да се запечати северна граница Јужног Вијетнама низом утврђења и база које би се простирале од обале до Лаоса ("Мекнамарина линија"). Овај план је био врло непопуларан у војсци јер би везивао велики број војника на статичне одбрамбене положаје и постојала је брига да ће то довести до сталног анагажовања снага као и у Кореји. Да је америчка војска учинила озбиљнији напор да се затвори Хо Ши Минов пут, база би још увек имала вредност, али у стању након Тет офанзиве, САД нису биле вољне да покрену такве напоре.

## Битка код Ке Сана у популарној култури
Иако је само неколико чланова Аустралијске армије било укључено у битку, аустралијски рок бенд Колд Чизел је изабрао битку за наслов своје песме "Khe Sanh" о аустралијским Вијетнамским ветеранима.
Брус Спрингстин је споменуо битку у својој песми "Born in the U.S.A" стихом "I had a buddy at Khe Sanh" (имао сам друга у Ке Сану).